# 基歐 (夏威夷州)
基歐（英語：Keaau）是位於美國夏威夷州夏威夷縣的一個人口普查指定地區。

## 地理
基歐的座標為19°37′16″N 155°02′30″W / 19.62111°N 155.04167°W，而該地最高點為海拔高度104米（即36
41英尺）。

## 人口
根據2010年美國人口普查的數據，基歐的面積為6.70平方千米，均為陸地。當地共有人口2253人，而人口密度為每平方千米336人。